# Depresión de deflación

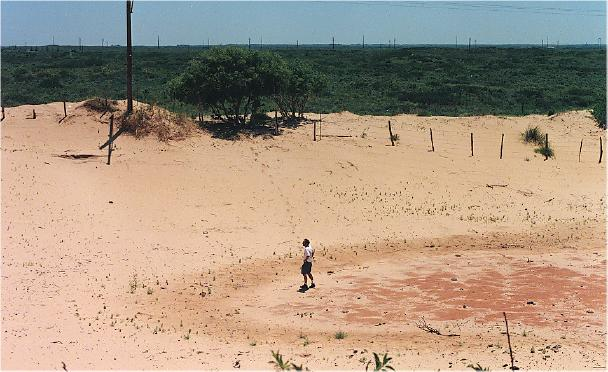
Depresión de deflación localizada a 6,5 km al sur de Earth, Texas (1996).

Una depresión de deflación, también hoya de deflación o cuenca de deflación o duna blowout (de la expresión inglesa con la que se conocen, blowout, que significa «soplar fuera») es una depresión que aparece en un ecosistema de dunas arenosas (psammoserie) causada por la eliminación de los sedimentos por el viento.
Estas depresiones ocurren en campos dunares o dunas parcialmente vegetadas. Se forma una depresión cuando se pierde un parche de vegetación protectora, permitiendo que los fuertes vientos se lleven la arena y formen una depresión. Aunque por lo general permanecen pequeñas, algunas depresiones pueden ampliarse hasta llegar a tener kilómetros de tamaño y hasta alrededor de 70 m de profundidad.
Las causas que provocan la pérdida de vegetación pueden ser sequías prolongadas, incendios (naturales y antropogénicos) o, en casos extremos, el pisoteo por los seres humanos, ganado, caballos, etc. El fuego, sin embargo, es la causa más común. Con el tiempo, la sucesión se iniciará de nuevo cuando semillas idóneas sean llevadas por el viento y una vegetación pionera pueda ser restablecida.
Las dunas costeras de arena se encuentran justo en el interior de una playa, y se forman cuando el viento sopla la arena seca al interior más allá de la playa. De ello se deduce que esto solo puede suceder cuando hay un área de suelo razonablemente plana hacia el interior por detrás de la playa. Con el tiempo, esta superficie bastante inhóspita será colonizada por especies pioneras. Estas especies (por ejemplo, hierba barrón) va a estabilizar las dunas y evitar que se muevan más. El proceso de sucesión de plantas finalmente hará que estas dunas se conviertan en bosques (dependiendo del clima) y se forme un suelo maduro.
Las depresiones proporcionan un importante hábitat para la flora y fauna.